# Berlijns voetbalkampioenschap 1904/05 (VBB)
In 1904/05 werd het achtste Berlijns voetbalkampioenschap gespeeld, dat georganiseerd werd door de Berlijnse voetbalbond.
BTuFC Union 92 werd kampioen en plaatste zich voor de eindronde om de Duitse landstitel. De club versloeg FuCC Eintracht Braunschweig en Dresdner SC. In de finale trof de club Karlsruher FV en versloeg deze met 2-0 en werd zo de tweede landskampioen van Duitsland.

## 1. klasse
| Plaats | Club                        | Wed. | W  | G | V  | Saldo | Ptn   |
| ------ | --------------------------- | ---- | -- | - | -- | ----- | ----- |
| 1.     | Berliner TuFC Union 1892    | 14   | 11 | 1 | 2  | 43:14 | 23:5  |
| 2.     | Berliner FC Preußen 1894    | 14   | 9  | 1 | 4  | 40:31 | 19:9  |
| 3.     | Berliner TuFC Viktoria 1889 | 14   | 9  | 0 | 5  | 64:24 | 18:10 |
| 4.     | Berliner FC Hertha 92       | 14   | 9  | 0 | 5  | 50:35 | 18:10 |
| 5.     | Berliner TuFC Britannia 92  | 14   | 7  | 3 | 4  | 36:25 | 17:11 |
| 6.     | Berliner SC Minerva 93      | 14   | 4  | 2 | 8  | 18:35 | 10:18 |
| 7.     | BFC Rapide 93 Wedding       | 14   | 1  | 3 | 10 | 10:60 | 5:23  |
| 8.     | Berliner BC 03              | 14   | 0  | 2 | 12 | 12:49 | 2:26  |

|  | Kampioen   |
|  | Degradatie |

## 2. Klasse
| Plaats | Club               | Wed. | W  | G | V  | Saldo | Ptn   |
| ------ | ------------------ | ---- | -- | - | -- | ----- | ----- |
| 1.     | BFC Germania 88    | 14   | 12 | 0 | 2  | 78:35 | 24:04 |
| 2.     | SC Corso 99        | 14   | 8  | 3 | 3  | 27:18 | 19:09 |
| 3.     | BFC Stern 1889     | 14   | 7  | 3 | 4  | 30:26 | 17:11 |
| 4.     | BFC Fortuna 94     | 14   | 7  | 2 | 5  | 32:25 | 16:12 |
| 5.     | BTuFC Helgoland 97 | 14   | 7  | 1 | 6  | 26:30 | 15:13 |
| 6.     | BTuFC Helvetia 01  | 14   | 5  | 1 | 8  | 29:37 | 11:17 |
| 7.     | BSC Favorit 96     | 14   | 3  | 2 | 9  | 16:37 | 08:20 |
| 8.     | FV Brandenburg 92  | 14   | 1  | 0 | 13 | 10:40 | 02:26 |

|  | Promotie |